# Station Heidijk
Heidijk is een stopplaats aan de voormalige Langstraatspoorlijn tussen Lage Zwaluwe en 's-Hertogenbosch.
De stopplaats was in gebruik van 15 oktober 1890 tot 1 mei 1907.